# Łukasz Zambrzycki
Łukasz Zambrzycki (ur. 3 kwietnia 1983) – polski lekkoatleta, wieloboista, medalista mistrzostw Polski, reprezentant Polski.

## Kariera sportowa
Był zawodnikiem Zawiszy Bydgoszcz.
Na mistrzostwach Polski seniorów na otwartym stadionie zdobył dwa brązowe medale w dziesięcioboju: w 2003 i 2007. W halowych mistrzostwach Polski seniorów wywalczył dwa brązowe medale w siedmioboju: w 2003 i 2005.
Reprezentował Polskę na zawodach Grupy I (II poziom rozgrywek Pucharze Europy w wielobojach. W 2002 zajął 21. miejsce, z wynikiem 6694, w 2003 był 24., z wynikiem 6985, w 2007 zajął 13. miejsce, z wynikiem 7382.
Rekord życiowy w dziesięcioboju: 7382 (8.07.2007).